# Sint-Paulus-Bekeringkerk (Windwardside)
De Sint-Paulus-Bekeringkerk (Engels: St. Paul's Conversion Church) is een kerk in het dorp Windwardside op het Caribisch-Nederlandse eiland Saba. Ze is toegewijd aan de apostel Paulus.

## Geschiedenis
Deze kerk, de oudste rooms-katholieke kerk op het eiland, werd gebouwd in 1860. Het land waarop de Sint-Paulus-Bekeringkerk staat, diende oorspronkelijk als quarantaineoord voor nieuwelingen op Saba. De stenen van de kerk werden door slaven uit de Spring Bay gebracht, waar ze deel uitmaakten van een gebouw op een suikerplantage. Zoals toen de gewoonte was, werd er kalk gebruikt  bij het bouwen van de muren. Het zout in deze kalk zorgt ervoor dat de kerk nog regelmatig geschilderd moet worden.

## Galerij

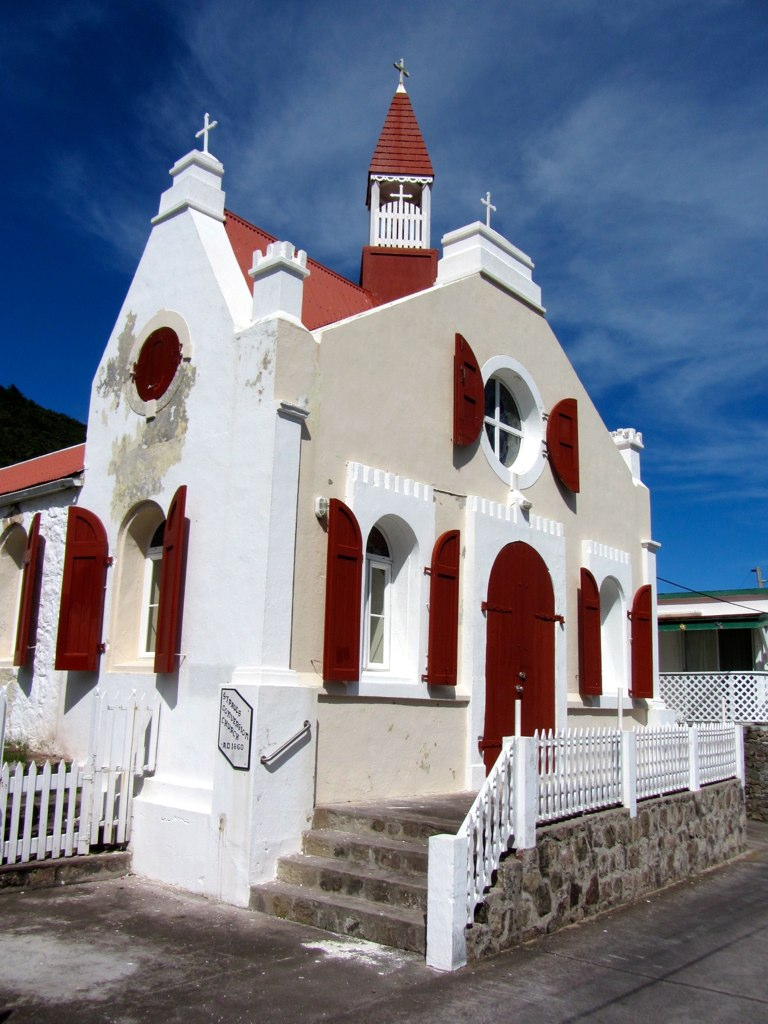
Voorzijde van de kerk in 2011.
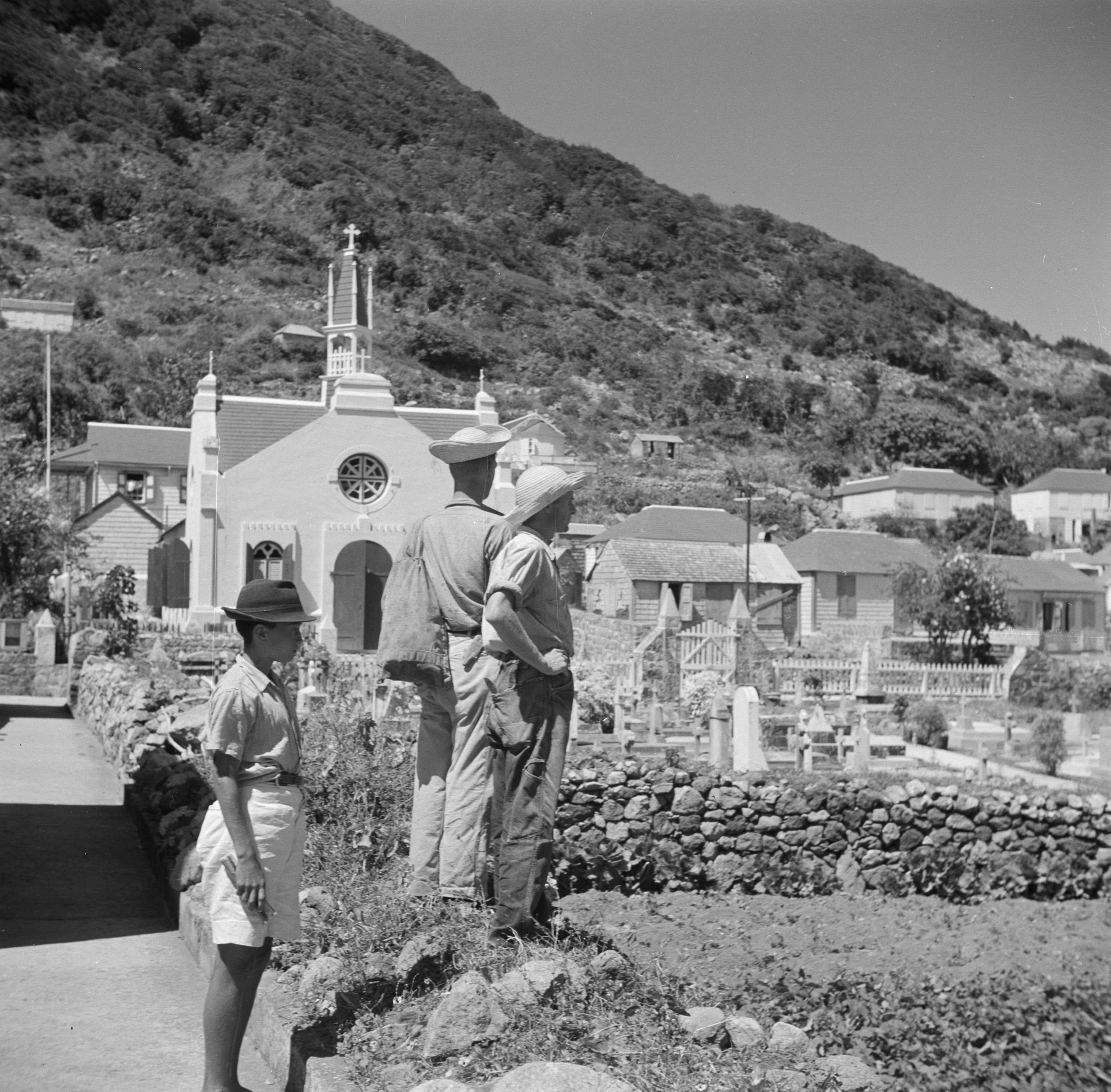
Begraafplaats bij de kerk (1947)